# Tanganoides greeni
Tanganoides greeni is een spinnensoort uit de familie Desidae. De soort komt voor in Tasmanië.